# Johanna Gabriela Habsbursko-Lotrinská
Marie Johana Habsbursko-Lotrinská (známá jako Johana Gabriela; 4. února 1750 Vídeň – 23. prosince 1762 Vídeň) byla dcera královny Marie Terezie a císaře Františka I. Štěpána Lotrinského. V necelých třinácti letech zemřela na neštovice.

## Život
Marie Johanna Gabriela Josefa Antonie byla princeznou z královské krve a náležel jí titul Její Královská Výsost arcivévodkyně rakouská. Narodila se na císařském dvoře ve Vídni jako osmá dcera (jedenácté dítě) císařského páru v početné rodině, měla patnáct sourozenců. Výchova a vzdělání malé arcivévodkyně podléhalo přísnému řádu stanovenému Marií Terezií, jejímž výchovným krédem byla poslušnost, zbožnost a kázeň. V necelých třinácti letech podlehla neštovicím.

### Dětství

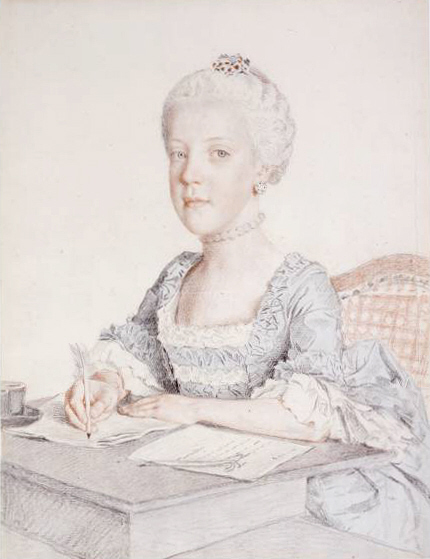
Liotardův Portrét Johany Gabriely (1762)

Marie Johana byla dosti svéhlavá, ale velmi nadaná, stejně jako většina dětí císařského páru. Od tří let věku byla vzdělávána. K předmětům patřily čtení, psaní, latina a francouzština, náboženství, historie, geografie a zeměměřičství, matematika, vojenská architektura, hudba, tanec a gymnastika. Zatímco bratři hráli povinně na hudební nástroje, Marie Johana zpívala. Zbožnost každého ze sourozenců ve věku 8-11 let vyzdvihli jezuitští vydavatelé encyklopedie svatých Acta sanctorum v Antverpách, když otiskli v úvodu knihy portrét a připsali mu věnování, v případě Johanny Gabriely to byl svazek 46, část sedmá, věnování podepsali její klienti. Svazek byl věnován světcům druhé poloviny měsíce září, mimo jiné sv. Václavovi a sv. Ludmile.
Její vychovatelka hraběnka Walpurga Lerchenfeldová s ní měla zřejmě potíže stejně jako s její sestrou Josefou, která se matce zdála dosti hrubá a tvrdohlavá. I ona, tři roky po Johanině smrti, těsně před svatbou s Ferdinandem Neapolským, zemřela na stejnou nemoc, v té době častou a většinou smrtelnou.
Víme také, že Marie Johana nesnášela ryby. Často po nich zvracela a jelikož v matčiných poučeních bylo: "co přijde na stůl, to se také sní", malá arcivévodkyně velmi trpěla. Když si císařovna blíže všimla potíží, poradila se se svým dvorním lékařem Gerardem van Swietenem o malém výchovném experimentu. Marie Terezie se pokusila nechuť k rybím pokrmům omezit, a proto Johanu brala do podniku na chov pstruhů, kde malá arcivévodkyně mohla sledovat pohyb ryb a také v učivu se objevovala často anatomie těchto tvorů. Dokonce ji matka vzala do kuchyně, aby sledovala, jak se rybí pokrmy připravují. Tento postup nechuť k rybám pomohl odstranit.

### Vzdělání
Mala arcivévodkyně musela zvládnout velký obsah učiva. Denně měla výuku psaní, čtení a francouzštiny, třikrát týdně po hodině náboženství, zeměpisu a tance. Později přibyly hodiny dějepisu, hudební výchovy a dalších cizích jazyků.

### Sňatková politika a smrt
Předčasná Johanina smrt poněkud narušila matčinu sňatkovou politiku. Johana byla zasnoubena s Ferdinandem Neapolsko-Sicilským; když dívka zemřela, nahradila ji její mladší sestra Marie Josefa. I ona však podlehla neštovicím a nakonec se Ferdinandovou manželkou stala další mladší sestra, Marie Karolina.
Smrt arcivévodkyně nejvíce zasáhla Marii Josefu, jež s ní vyrůstala a měla společnou chůvu, a první manželku Josefa II., Isabelu Parmskou.

## Vývod z předků
|                                      |                                             |  |                           |                                                             |  |  |  |  |  |  |  | Mikuláš František Lotrinský |
|                                      |                                             |  |                           |                                                             |  |  |  |  |  |  |  |                             |
|                                      | Karel V. Lotrinský                          |  |                           |                                                             |  |  |  |  |  |  |  |                             |
|                                      |                                             |  |                           |                                                             |  |  |  |  |  |  |  |                             |
|                                      |                                             |  |                           | Klaudie Lotrinská                                           |  |  |  |  |  |  |  |                             |
|                                      |                                             |  |                           |                                                             |  |  |  |  |  |  |  |                             |
|                                      | Leopold Josef Lotrinský                     |  |                           |                                                             |  |  |  |  |  |  |  |                             |
|                                      |                                             |  |                           |                                                             |  |  |  |  |  |  |  |                             |
|                                      |                                             |  |                           | Ferdinand III. Habsburský                                   |  |  |  |  |  |  |  |                             |
|                                      |                                             |  |                           |                                                             |  |  |  |  |  |  |  |                             |
|                                      | Eleonora Marie Josefa Habsburská            |  |                           |                                                             |  |  |  |  |  |  |  |                             |
|                                      |                                             |  |                           |                                                             |  |  |  |  |  |  |  |                             |
|                                      |                                             |  |                           | Eleonora Magdalena Gonzagová                                |  |  |  |  |  |  |  |                             |
|                                      |                                             |  |                           |                                                             |  |  |  |  |  |  |  |                             |
|                                      | František I. Štěpán Lotrinský               |  |                           |                                                             |  |  |  |  |  |  |  |                             |
|                                      |                                             |  |                           |                                                             |  |  |  |  |  |  |  |                             |
|                                      |                                             |  |                           | Ludvík XIII.                                                |  |  |  |  |  |  |  |                             |
|                                      |                                             |  |                           |                                                             |  |  |  |  |  |  |  |                             |
|                                      | Filip I. Orleánský                          |  |                           |                                                             |  |  |  |  |  |  |  |                             |
|                                      |                                             |  |                           |                                                             |  |  |  |  |  |  |  |                             |
|                                      |                                             |  |                           | Anna Rakouská                                               |  |  |  |  |  |  |  |                             |
|                                      |                                             |  |                           |                                                             |  |  |  |  |  |  |  |                             |
|                                      | Alžběta Charlotta Orleánská                 |  |                           |                                                             |  |  |  |  |  |  |  |                             |
|                                      |                                             |  |                           |                                                             |  |  |  |  |  |  |  |                             |
|                                      |                                             |  |                           | Karel I. Ludvík Falcký                                      |  |  |  |  |  |  |  |                             |
|                                      |                                             |  |                           |                                                             |  |  |  |  |  |  |  |                             |
|                                      | Alžběta Šarlota Falcká                      |  |                           |                                                             |  |  |  |  |  |  |  |                             |
|                                      |                                             |  |                           |                                                             |  |  |  |  |  |  |  |                             |
|                                      |                                             |  |                           | Šarlota Hesensko-Kasselská                                  |  |  |  |  |  |  |  |                             |
|                                      |                                             |  |                           |                                                             |  |  |  |  |  |  |  |                             |
| 'Marie Johanna Habsbursko-Lotrinská' |                                             |  |                           |                                                             |  |  |  |  |  |  |  |                             |
|                                      |                                             |  |                           |                                                             |  |  |  |  |  |  |  |                             |
|                                      |                                             |  | Ferdinand III. Habsburský |                                                             |  |  |  |  |  |  |  |                             |
|                                      |                                             |  |                           |                                                             |  |  |  |  |  |  |  |                             |
|                                      | Leopold I.                                  |  |                           |                                                             |  |  |  |  |  |  |  |                             |
|                                      |                                             |  |                           |                                                             |  |  |  |  |  |  |  |                             |
|                                      |                                             |  |                           | Marie Anna Španělská                                        |  |  |  |  |  |  |  |                             |
|                                      |                                             |  |                           |                                                             |  |  |  |  |  |  |  |                             |
|                                      | Karel VI. Habsburský                        |  |                           |                                                             |  |  |  |  |  |  |  |                             |
|                                      |                                             |  |                           |                                                             |  |  |  |  |  |  |  |                             |
|                                      |                                             |  |                           | Filip Vilém Falcký                                          |  |  |  |  |  |  |  |                             |
|                                      |                                             |  |                           |                                                             |  |  |  |  |  |  |  |                             |
|                                      | Eleonora Magdalena Falcko-Neuburská         |  |                           |                                                             |  |  |  |  |  |  |  |                             |
|                                      |                                             |  |                           |                                                             |  |  |  |  |  |  |  |                             |
|                                      |                                             |  |                           | Alžběta Amálie Hesensko-Darmstadtská                        |  |  |  |  |  |  |  |                             |
|                                      |                                             |  |                           |                                                             |  |  |  |  |  |  |  |                             |
|                                      | Marie Terezie                               |  |                           |                                                             |  |  |  |  |  |  |  |                             |
|                                      |                                             |  |                           |                                                             |  |  |  |  |  |  |  |                             |
|                                      |                                             |  |                           | Anton Ulrich Brunšvicko-Wolfenbüttelský                     |  |  |  |  |  |  |  |                             |
|                                      |                                             |  |                           |                                                             |  |  |  |  |  |  |  |                             |
|                                      | Ludvík Rudolf Brunšvicko-Wolfenbüttelský    |  |                           |                                                             |  |  |  |  |  |  |  |                             |
|                                      |                                             |  |                           |                                                             |  |  |  |  |  |  |  |                             |
|                                      |                                             |  |                           | Alžběta Juliana Šlesvicko-Holštýnsko-Sonderbursko-Norburská |  |  |  |  |  |  |  |                             |
|                                      |                                             |  |                           |                                                             |  |  |  |  |  |  |  |                             |
|                                      | Alžběta Kristýna Brunšvicko-Wolfenbüttelská |  |                           |                                                             |  |  |  |  |  |  |  |                             |
|                                      |                                             |  |                           |                                                             |  |  |  |  |  |  |  |                             |
|                                      |                                             |  |                           | Albrecht Arnošt I. Öttingenský                              |  |  |  |  |  |  |  |                             |
|                                      |                                             |  |                           |                                                             |  |  |  |  |  |  |  |                             |
|                                      | Kristýna Luisa Öttingenská                  |  |                           |                                                             |  |  |  |  |  |  |  |                             |
|                                      |                                             |  |                           |                                                             |  |  |  |  |  |  |  |                             |
|                                      |                                             |  |                           | Kristýna Frederika Württemberská                            |  |  |  |  |  |  |  |                             |
|                                      |                                             |  |                           |                                                             |  |  |  |  |  |  |  |                             |